# Borek IV
Borek (Wąż odmienny) – polski herb szlachecki z nobilitacji, odmiana herbu Wąż.

## Opis herbu
Opis z wykorzystaniem zasad blazonowania, zaproponowanych przez Alfreda Znamierowskiego:
W polu błękitnym wąż srebrny, z poskręcanym ogonem, w koronie, pożerający jabłko, na którym krzyż.
Klejnot nieznany.
Labry błękitne, podbite srebrem.

## Najwcześniejsze wzmianki
Nadany 1 grudnia 1550 Janowi, Adamowi i Katarzynie Borkom, dzieciom naturalnym Stanisława Borka z Trzcińca, wojskiego i starosty sochaczewskiego.

## Herbowni
Tadeusz Gajl wymienia dwa rody herbownych:
Borek, Prek (Preck).